# Sebastian Wirnitzer
Sebastian Wirnitzer (* 1. September 1974 in Friedrichroda) ist ein deutscher Schauspieler.

## Biografie
Sein Schauspielstudium absolvierte Sebastian Wirnitzer 1995–1998 an der Westfälischen Schauspielschule Bochum. Danach folgten Auftritte am Theater Bochum, Berlin und Schwäbisch Hall. Von 1999 bis 2001 war er Ensemblemitglied am Nordharzer Städtebundtheater Quedlinburg/Halberstadt. Danach war Sebastian Wirnitzer bis 2004 festes Ensemblemitglied des Hans Otto Theaters. Auch nach seinem Ausscheiden aus dem festen Ensemblestamm bleibt er dem Hans Otto Theater weiterhin als Gast erhalten.  2001 sah man ihn im Kinofilm Das Rendezvous. 2006 bis 2007 drehte er für die RTL-Serie Hinter Gittern – Der Frauenknast.